# Friesenstube im Gasthof Schloss Morgenstern

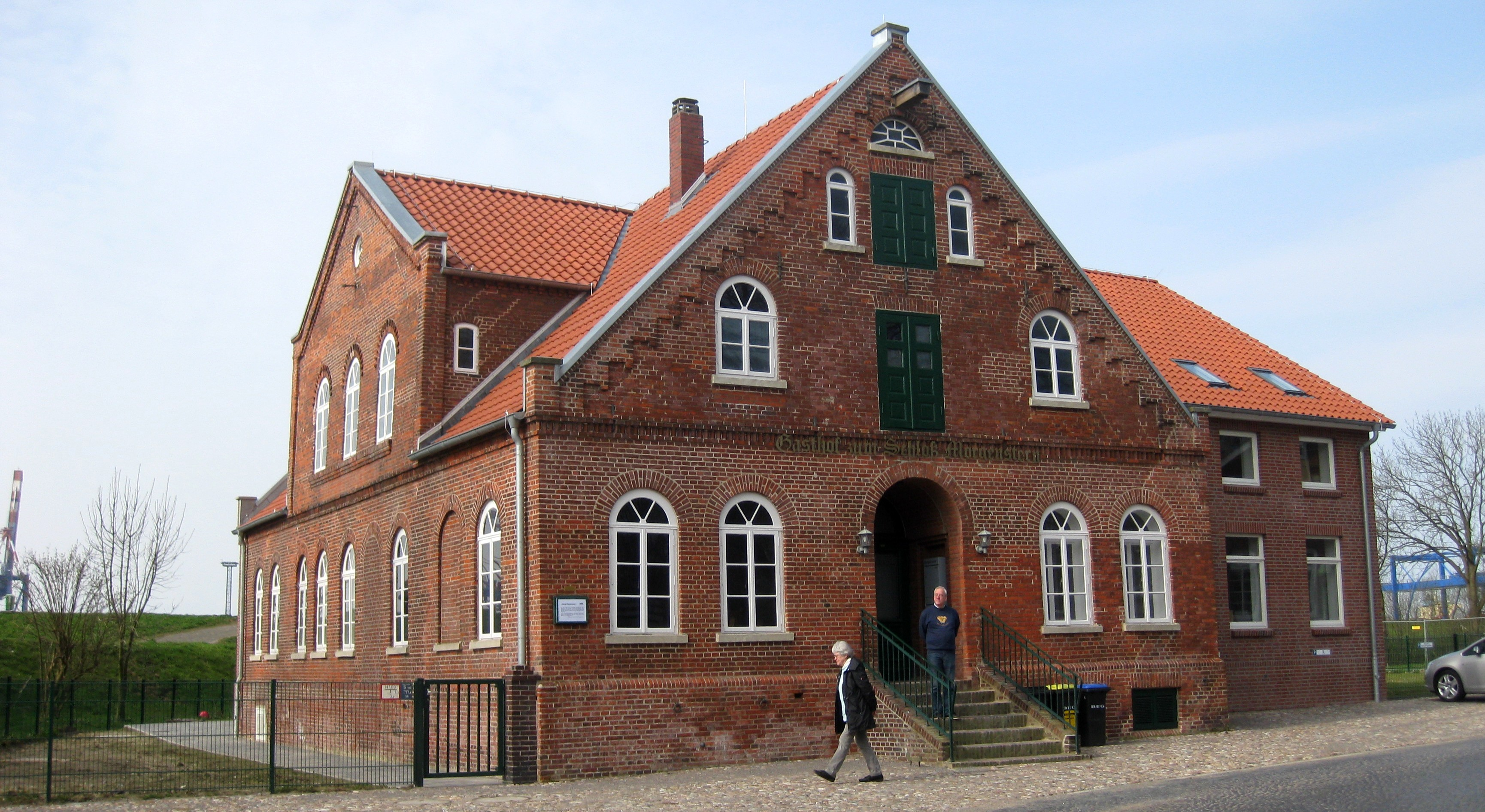
Gasthaus Schloss Morgenstern

Die Friesenstube im Gasthof Schloss Morgenstern (Eigenschreibweise: Friesenstube im Gasthof Schloß Morgenstern) in Bremerhaven-Weddewarden, Burgstraße 1, wurde 1882 eingerichtet.
Der Gastraum steht seit 2005 unter Bremer Denkmalschutz.

## Geschichte

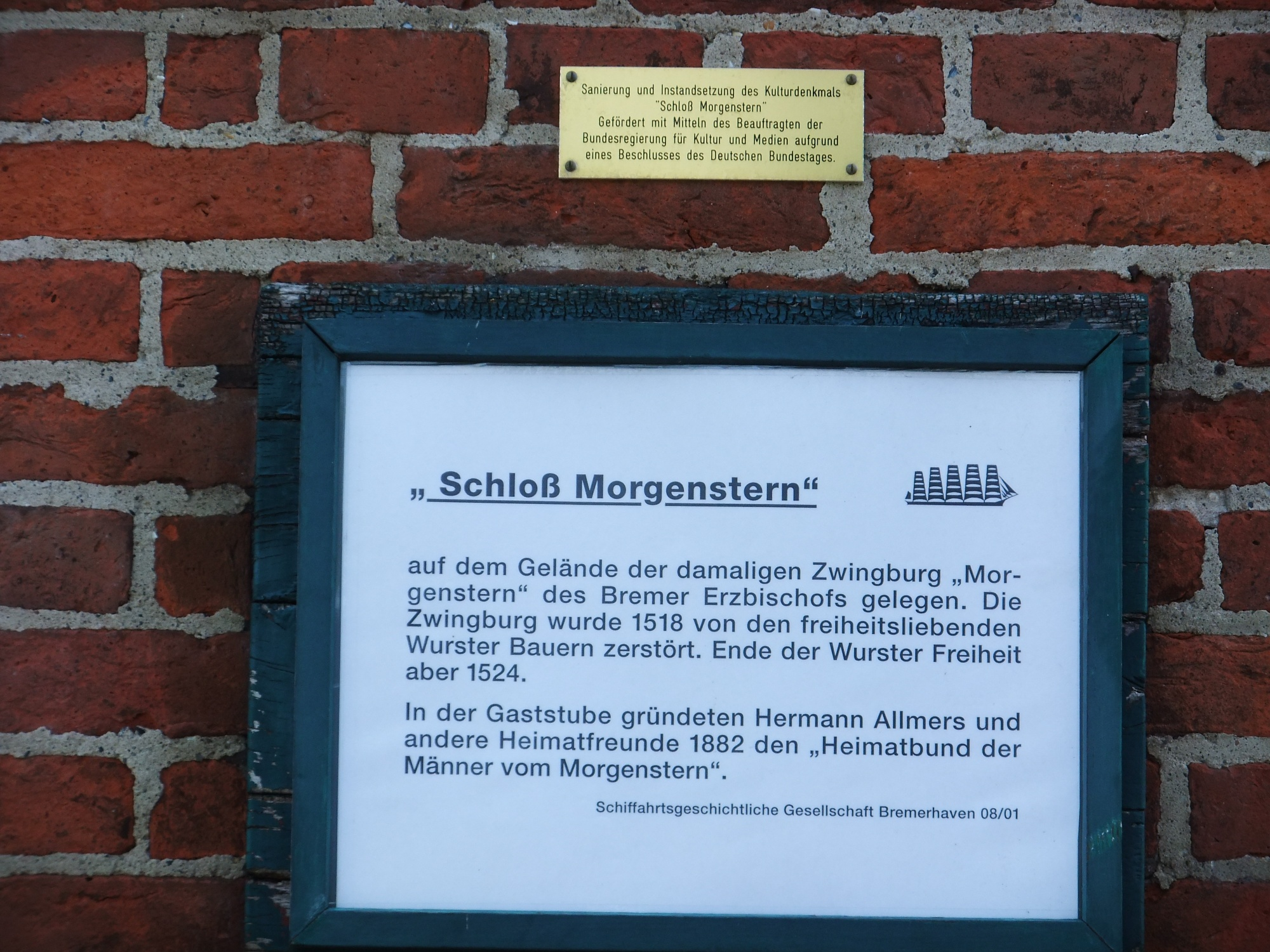
Tafel am Gebäude

Eine sagenhafte Zwingburg des Erzbistums Bremen, die Feste Morgenstern, wurde um 1518 zur Zeit von Erzbischof Christoph durch die Friesen zerstört. Auf Gründungsmauerresten entstand der Gasthof Jürgens, der später in Gasthof zum Schloss Morgenstern bzw. Landgasthof Schloss Morgenstern umbenannt wurde.
Innen besteht seit 1882 die Friesenstube nach Plänen von Zimmermeister Wilhelm Rogge (Lehe). Hier gründete sich 1882 auf Initiative des Schriftstellers und Lyrikers Hermann Allmers (1821–1902) der Verein der Männer vom Morgenstern, bestehend aus Landwirten und Honoratioren. Allmers Wirken hatte Einfluss auf die spätere Heimatschutzbewegung in Norddeutschland.
Das Landesamt für Denkmalpflege Bremen begründet den Denkmalschutz: „Mit ihrer Entstehungsgeschichte als Gründungs- und erster Wirkungsort der Männer vom Morgenstern um Hermann Allmers, aber auch mit ihrer Gestaltung und Ausstattung ist die Friesenstube ein prägnantes, anschauliches Zeugnis heimatgeschichtlicher und heimatkundlicher, historistischer und vaterländischer Bestrebungen im ausgehenden 19. Jahrhundert.“
Das Gebäude wurde 2002 von der Hafenbaugesellschaft bremenports saniert und ist seit Anfang 2012 wieder Sitz der Männer vom Morgenstern.